# Chacodelphys formosa
Chacodelphys formosa — опосум із Південної Америки. Характеризується малими розмірами й коротким хвостом.

## Морфологічна характеристика
З довжиною тіла голови 68 міліметрів і довжиною хвоста 55 міліметрів опосум Чако є найменшим відомим опосумом. Він відрізняється від інших видів, серед іншого, витягнутим третім пальцем передніх лап і надзвичайно коротким хвостом.

## Середовище проживання
Наразі цей вид відомий лише в шести місцевостях на півночі Аргентини, однак Chacodelphys formosa може бути широко розповсюджений в Чако та інших прилеглих неотропічних біомах.
Цей вид може бути ендеміком вологого Чако. Вид видається рідкісним і менш поширеним, ніж симпатричний Cryptonanus chacoensis.

## Загрози й охорона
Вирубка лісів і перетворення середовища проживання для сільського господарства є основною загрозою для цього вузько поширеного виду. Цей вид трапляється в кількох розділених природоохоронних територіях.